# 三元里街道
三元里街道，是中华人民共和国广东省广州市白云区下辖的一个街道办事处，面积6.8平方公里。

## 行政区划
三元里街道下辖以下地区：
飞鹅新村社区、梓元岗社区、走马岗社区、白云机场第一社区、白云机场第二社区、白云机场第三社区、松柏岗社区、中医药大学社区、华园社区、金桂园社区、石榴桥社区、三元里东约社区和三元里西约社区。

## 交通

### 地铁
█广州地铁2号线：三元里站、白云公园站、飞翔公园站

█广州地铁11号线：梓元岗站、中医药大学站